# Ursula Meier
Ursula Meier (Besanzón, Francia, 24 de junio de 1971) es una directora de cine y guionista franco-suiza. Recibió el premio a Mejor Director en el Festival de Cine de Angoulême de 2008 por su primera película, Home. La película también recibió un César a la Mejor Ópera Prima y el reconocimiento como Mejor Película en el Festival Internacional de Cine de Mar del Plata de Argentina. En 2012 dirigió Sister, una entrañable historia de cómo se gana la vida un niño suizo.

## Carrera
Nacida en Besanzón, capital del Franco Condado, cerca de la frontera suiza, Ursula Meier se graduó en el Instituto de Artes Visuales de Bélgica y trabajó como asistente del director de cine suizo Alain Tanner en películas como Fourbi (1996) y Jonás y Lila (1999). Su cortometraje Des heures sans sommeil (Insomne), de 1998, recibió el Premio Especial del Jurado en el Festival Internacional de Cortometrajes de Clermont-Ferrand y el Gran Premio Internacional en el Festival Internacional de Cine de Toronto de 1998. En 2001, su película Tous à table, que ya había ganado el Premio del Público y el Premio de la Prensa en el Festival de Clermont-Ferrand de 2001, ganó también el Premio al Mejor Cortometraje en Francés en el Festival Internacional de Cine de Mujeres de Créteil de 2001. Invitada a participar en la serie de películas de televisión del canal Arte "Male Female", dirigió en 2002, Des épaules solides (Hombros fuertes).
En 2008, su película Home fue seleccionada en el Festival de Cine de Cannes y ganó numerosos premios y nominaciones. En 2012, su película Sister compitió en la 62.º edición del Festival Internacional de Cine de Berlín, donde ganó el Premio Especial - Oso de Plata. La cinta también fue seleccionada por Suiza para los premios de la Academia a mejor película de habla no inglesa.
En 2012 fue miembro del jurado de la Mostra de Venecia y en 2013 fue miembro del jurado en la 35.ª edición del Festival Internacional de Cine de Moscú.

## Filmografía

### Largometrajes
- 1999: Autour de Pinget : documental sobre el escritor Robert Pinget.[9]
- 2002: Des épaules solides (TV), protagonizado por Louise Szpindel y Jean-François Stévenin.
- 2008: Home, protagonizada por Isabelle Huppert y Olivier Gourmet.
- 2012: Sister
- 2014: Los puentes de Sarajevo, documental
- 2017: Journal de ma tête (TV), serie Ondas de shock

### Cortometrajes
- 1994 : Le Songe d'Isaac (codirigida con Cédric Havenith), con Michel Vitold.
- 1998 : Des heures sans sommeil
- 2001 : Tous à table, con Stephane Auberghen, Bernard Breuse, Philip Busby, Georges Saint-Yves, Laurence Vielle.
- 2015 :  Kacey Mottet Klein, naissance d'un acteur, cortometraje documental.